# Potosi (Missouri)
Potosi è un comune degli Stati Uniti d'America, situato nello Stato del Missouri, nella contea di Washington, della quale è il capoluogo.